# Maxent
Maxent (bret. Skirioù-Masen) – miejscowość i gmina we Francji, w regionie Bretania, w departamencie Ille-et-Vilaine.
Według danych na rok 1990 gminę zamieszkiwało 980 osób, a gęstość zaludnienia wynosiła 25 osób/km² (wśród 1269 gmin Bretanii Maxent plasuje się na 587. miejscu pod względem liczby ludności, natomiast pod względem powierzchni na miejscu 157.).